# Ред и закон (10. сезона)
Десета сезона серије Ред и закон је премијерно емитована на каналу НБЦ од 22. септембра 1999. године до 24. маја 2000. године и броји 24 епизоде.

## Опис
Ед Грин (Џеси Л. Мартин) је заменио Реја Кертиса (Бенџамин Брет) на месту млађег детектива. Ово је последња сезона у којој се Стивен Хил појавио у улози Адама Шифа. Хил је био последњи члан главне поставе из прве сезоне који је напустио серију.

## Улоге

### Гавне
- Џери Орбак као Лени Бриско
- Џеси Л. Мартин као Ед Грин
- Ш. Епата Меркерсон као Анита ван Бјурен
- Сем Вотерстон као ИПОТ Џек Мекој
- Енџи Хармон као ПОТ Еби Кармајкл
- Стивен Хил као ОТ Адам Шиф

### Епизодне
- Ден Флорек као Дон Крејген (Епизода 14)
- Керолин Мекормик као др Елизабет Оливет (Епизода 2)
- Кери Лоуел као ПОТ Џејми Рос (Епизода 5)

## Епизоде
| Бр. у серији | Бр. у сезони | Назив                   | Редитељ            | Сценариста                                                                  | Пpемијерно емитовање | Пpод. код | Гледаност у САД-у (милиони) |
| --- | ------------ | ----------------------- | ------------------ | --------------------------------------------------------------------------- | -------------------- | --------- | --------------------------- |
| 206 | 1            | "Вашар оружја"          | Ед Шерин           | Рене Балкер                                                                 | 22. септембар 1999.  | K2508     | TBA                         |
| Пуцњава убице у Централном парку наводи Бриска и његовог новог ортака, детектива Еда Грина, да открију порекло оружја коришћеног у убиство. Мекој има за задатак да казни и убицу и произвођача оружја. |              |                         |                    |                                                                             |                      |           |                             |
| 207 | 2            | "Убице"                 | Константин Макрис  | Ричард Сверен                                                               | 29. септембар 1999.  | K2504     | 18.70                       |
| Бриско и Грин верују да је десетогодишњакиња одговорна за смрт детета, а Мекој жели да она буде одвојена како би зауставила све будуће смртне случајеве. |              |                         |                    |                                                                             |                      |           |                             |
| 208 | 3            | "Не оживљавати"         | Дејвид Плат        | Синопсис: Кети Мекормик Сценарио: Вилијам Н. Фордс                          | 6. октобар 1999.     | K2510     | 17.90                       |
| Док Бриско и Грин истражују рањавање једне судинице, сумња убрзо указује на њеног супруга као наручиоца убиства, али Мекојев случај је ометен јер она одбија да сведочи против свог мужа током суђења. |              |                         |                    |                                                                             |                      |           |                             |
| 209 | 4            | "Примање"               | Стивен Вертимер    | Лин Мејмет                                                                  | 13. октобар 1999.    | K2506     | 16.84                       |
| Убиство пубертетлијке напуњене дрогама доводи Бриску и Грину мноштво осумњичених из њене богате породице. |              |                         |                    |                                                                             |                      |           |                             |
| 210 | 5            | "Правда"                | Метју Пен          | Синопсис: Џери Конвеј Сценарио: Вилијам Н. Фордс и Џери Конвеј              | 10. новембар 1999.   | K2507     | TBA                         |
| Након убиства заступника, Мекој се налази на супротној страни суднице од своје бивше колегинице Џејми Рос јер она брани човека који тврди да има кључне доказе који би могли убити човека за којег Мекој верује да је погрешно осуђен. |              |                         |                    |                                                                             |                      |           |                             |
| 211 | 6            | "Трка"                  | Џејс Александер    | Ричард Сверен и Мет Витен                                                   | 17. новембар 1999.   | K2511     | 17.69                       |
| Фрустрирајућа истрага убиства жене кобно упуцане током крађе торбице доводи до напетости између Бриска и Грина због старости и родних алузија. Бриско примећује да је његов ортак развио опасну навику. |              |                         |                    |                                                                             |                      |           |                             |
| 212 | 7            | "Жртвено јагње"         | Дејвид Плат        | Рене Балкер и Лини Е. Лит                                                   | 24. новембар 1999.   | K2502     | 17.60                       |
| Истрага која прати откриће жене у коми у њеном стану доводи до необичног случаја у који су укључени убиство и можда намештаљка упркос томе што тужилаштво има кључне ДНК доказе који говоре супротно. |              |                         |                    |                                                                             |                      |           |                             |
| 213 | 8            | "Крвави новац"          | Метју Пен          | Бери Шајндел                                                                | 1. децембар 1999.    | K2505     | 15.24                       |
| Таксиста открива да му је путник мртав што доводи детективе до случаја који се односи на превару у осигурању и жртве холокауста. |              |                         |                    |                                                                             |                      |           |                             |
| 214 | 9            | "Залазак сунца"         | Џејс Александер    | Синопсис: Криста Вернов Сценарио: Вилијам Н. Фордс и Криста Вернов          | 15. децембар 1999.   | K2501     | 19.29                       |
| Болесник је пронађен претучен на смрт у болничкој мензи - а у случај који је из тога произашао укључуени су неверство, Алцхајмерова болест и женскарош. |              |                         |                    |                                                                             |                      |           |                             |
| 215 | 10           | "Родитељи"              | Константин Макрис  | Ричард Сверен и Мет Витен                                                   | 1. јануар 2000.      | K2516     | 18.28                       |
| Када су санитарни радници пронашли тело једног пубертетлије, истрага доводи до вршњачког насиља са којим је показано страсно занимање за оружје борилачких вештина, а чији је отац купио оружје за убиство. |              |                         |                    |                                                                             |                      |           |                             |
| 216 | 11           | "Сумрак"                | Дејвид Плат        | Синопсис: Џери Конвеј Сценарио: Вилијам Н. Фордс и Џери Конвеј              | 26. јануар 2000.     | K2517     | 18.12                       |
| Истрага смрти шизофрене жене доводи до случаја који укључује бескућника и његово право да одбије узимање лекова. |              |                         |                    |                                                                             |                      |           |                             |
| 217 | 12           | "Мајчино млеко"         | Ричард Добс        | Лин Мејмет и Бери Шајндел                                                   | 9. фебруар 2000.     | K2518     | 18.38                       |
| Крваве мрље у стану који је припадао младом пару са бебом доводе до раздвојених родитеља од којих сваки тврди да ово друго има одојче. Беба је касније пронађена мртва. |              |                         |                    |                                                                             |                      |           |                             |
| 218 | 13           | "Пометња"               | Константин Макрис  | Синопсис: Вилијам Х. Фордс и Лин Мејмет Сценарио: Кети Мекормик и Мет Витен | 16. фебруар 2000.    | K2512     | 17.92                       |
| Бриско и Грин истражују убиство најпродаваније списатељице загонетки и смрт њеног рачуновође, а љубавни троугао укључује списатељициног агента из ФБИ-а као могућу побуду злочина. |              |                         |                    |                                                                             |                      |           |                             |
| 219 | 14           | "Право"                 | Ед Шерин           | Синопсис: Ричард Сверен Сцанрио: Дик Волф, Рене Балкер и Роберт Палм        | 18. фебруар 2000.    | K2514     | 18.92                       |
| Један случај који је претходно истраживан враћа се због везе са политичком и утицајном породицом. Током суђења, Мекој сматра да је моћна глава породице страшан противник. |              |                         |                    |                                                                             |                      |           |                             |
| 220 | 15           | "Љубавно лудило"        | Кристофер Мисијано | Кети Мекормик и Лини Е. Лит                                                 | 23. фебруар 2000.    | K2519     | 15.11                       |
| Када су пронађена тела две пубертетлијке, детективи откривају њихов идентитет и сазнају да је једна од њих двоје имала сестру која је путовала са њима. |              |                         |                    |                                                                             |                      |           |                             |
| 221 | 16           | "Размена"               | Џејс Александер    | Синопсис: Бери Шајндел Сценарио: Рене Балкер и Бери Шајндел                 | 1. март 2000.        | K2520     | TBA                         |
| Убиство берзанског посредника указује на сарадника и надзорника умешаног у организовани криминал када је плаћеник убио главног осумњиченог. |              |                         |                    |                                                                             |                      |           |                             |
| 222 | 17           | "Црнци, белци и плавци" | Константин Макрис  | Синопсис: Лини Е. Лит и Мет Витен Сценарио: Ричард Сверен и Лини Е. Лит     | 22. март 2000.       | K2525     | 18.67                       |
| Убиство младог белца у Харлему изазвало је негодовање када се открило да су га два полицајца намерно оставили у познатом крају склоном злочину. |              |                         |                    |                                                                             |                      |           |                             |
| 223 | 18           | "Мега"                  | Дејвид Плат        | Лин Мејмет                                                                  | 5. април 2000.       | K2523     | 17.99                       |
| Истрага о бомбардовању хеликоптера указује на жену жртве и њеног неконвенционалног финансијског саветника. |              |                         |                    |                                                                             |                      |           |                             |
| 224 | 19           | "Предаја Дороти"        | Марта Мичел        | Бери Шајндел и Мет Витен                                                    | 26. април 2000.      | K2528     | 18.46                       |
| Тело учитељице за коју се сумња да је имала аферу пронађено је у пртљажнику кола, а истрага укључује њеног супруга и свекра који су психијатри. |              |                         |                    |                                                                             |                      |           |                             |
| 225 | 20           | "Без наслова"           | Џејс Александер    | Синопсис: Бери М. Шолник Сценарио: Ричард Сверен и Бери М. Шолник           | 3. мај 2000.         | K2526     | 16.42                       |
| Богата жена, заштитница уметности, пронађена је мртва у свом стану, а истрага која је уследила довела је до осумњиченог чије је насиље подстакнуто сликом сличном месту злочина. |              |                         |                    |                                                                             |                      |           |                             |
| 226 | 21           | "Наркоза"               | Константни Макрис  | Кети Мекормик и Лини Е. Лит                                                 | 10. мај 2000.        | K2524     | 18.64                       |
| Откриће тела задављене проститутке доводи до случаја који укључује противзаконите избеглице и породицу која се бори са зависношћу од интернета. |              |                         |                    |                                                                             |                      |           |                             |
| 227 | 22           | "Високо и ниско"        | Ричард Добс        | Синопсис: Џери Конвеј Сценарио: Вилијам Н. Фордс и Џери Конвеј              | 17. мај 2000.        | K2522     | 17.49                       |
| Детективи Бриско и Грин истражују дављење студенткиње која се представљала као стриптизета, а иако верују да су пар скинхедса који се баве трговином дрогом починили убиство, они се боре да утврде побуду власника стриптиз клуба који је наручио убиство. Међутим, док се пробијају до саучесништва, полиција сазнаје да је убиство кључно за превару у унутрашњој трговини која приморава Мекоја да повеже бившу порно звезду са бизнисменом. |              |                         |                    |                                                                             |                      |           |                             |
| 228 | 23           | "Леш"                   | Џејс Александер    | Синопсис: Хал Пауел и Рене Балкер Сценарио: Рене Балкер                     | 24. мај 2000.        | K2515     | 15.12                       |
| Истрага детектива о томе зашто је богата жена у коми укључује њеног мужа, ћерку и лекара. |              |                         |                    |                                                                             |                      |           |                             |
| 229 | 24           | "Иди с' богом"          | Кристофер Мисијано | Рене Балкер и Ричард Сверен                                                 | 24. мај 2000.        | K2527     | 19.48                       |
| Смрт једног старијег човека који је покушао да открије ко је одговоран за убиство његовог сина у Чилеу 1973. доводи до открића да се бивши високи официр чилеанске војске налази у Њујорку на лечењу рака у болници на Менхетну. |              |                         |                    |                                                                             |                      |           |                             |

## Напомена
1. ↑  Ово је први део дводелне епизоде "Право" које почиње у серији "Ред и закон: Одељење за специјалне жртве".
2. ↑  Епизода "Љубавно лудило" је унакрсна епизода са серијом "Ред и закон: Одељење за специјалне жртве".